# Дамини, Наталия
Наталия Камурса Карвалью (порт. Natália Camurça Carvalho), наиболее известная как Наталия Дамини (порт. Natalia Damini; род. 17 марта 1992 в Форталезе, штат Сеара) — бразильская певица и автор песен. Начала свою карьеру в возрасте 17 лет выпуском первого сингла Feeling The Love, сразу ставшего очень популярным в Бразилии.

## Карьера
В 18 лет Наталия переехала в Сан-Паулу и выпустила свой второй сингл Your Lies, который занял первое место в международных танцевальных чартах. Была номинирована на премию «Лучший танцор-исполнитель» Dj Sound Awards. В 2013 году совместно с продюсером Charve The Don (владельцем лейбла Concore Entertainment CEO) Наталия выпустила свой дебютный мини-альбом Bad Girl, который занял 31-е место в чартах iTunes и Music Pop Charts. В 2014 году вышел дебютный полноформатный альбом Beautiful, который достиг 16-го места в чартах iTunes и Music Pop Charts. В качестве гостей на релизе отметились Ники Минаж, Gucci Mane и The Shop Boyz. Также Наталия сотрудничала с Лилом Уэйном и Rezzo при записи своего сингла Can 'т Stop Me. Певица стала первой исполнительницей из Бразилии, которой удалось привлечь значительное внимание американской музыкальной индустрии и попасть в публикации крупных музыкальных журналов, обложки которых она украшала. В сентябре 2015 года сингл Наталии Crazy занял 1-е место в чарте Billboard Emerging Artists Chart, 1-е место в чарте Spotify Top 25 Most Played Songs и 9-е место в чарте Billboard Trending 140. Новый сингл Наталии «On The Floor» занял 1-е место в чартах DRT Independent Charts и Cashbox Magazine Charts, а также 38-е место в чартах DRT National Charts и Cashbox Magazine Charts. В 2020 году Наталия Дамини выпустила песню «Pacemaker» с участием Пити Пабло, достигшую № 1 в Digital Radio Chart, дебютировавшую на 36 месте в Billboard Mainstream Indicator Chart и на 50 месте в Mediabase All Published Top 50 Chart. 17 марта 2023 года Дамини объединилась с Тито Джексоном, вернув атмосферу Motown и ранних Джексонов с новой песней «Attitude» и музыкальным видео. Это сотрудничество стало возможным благодаря тому, что менеджер Дамини Чарве Дон является давним другом Джексона.

## Дискография
| Год  | Песня                  |
| ---- | ---------------------- |
| 2013 | Bad Girl — Мини-альбом |
| 2014 | Beautiful — Альбом     |
| 2020 | Dami-Nation – EP       |

## Сборники
| 2016 | 25 DANCE HITS - Hot Fire ft. Nicki Minaj Dance MIx - Альбом |

## Синглы
| Год  | Песня                                            |
| ---- | ------------------------------------------------ |
| 2010 | Feelin' The Love                                 |
| 2011 | Your Lies                                        |
| 2011 | It´s Over                                        |
| 2012 | Pisces (Feel The Music)                          |
| 2013 | One More Chance                                  |
| 2013 | Bad Girl                                         |
| 2014 | Kiss It                                          |
| 2014 | Hot Fire (совместно с Ники Минаж)                |
| 2014 | Can’t Stop Me (совместно с Лилом Уэйном и Rezzo) |
| 2014 | Can’t Be Without You (совместно с Mister Jam)    |
| 2014 | Magic                                            |
| 2015 | Give Me The Night                                |
| 2016 | On The Floor                                     |
| 2016 | Ate O Chao                                       |
| 2017 | Slow                                             |
| 2020 | Pacemaker (совместно с Пити Пабло)               |
| 2020 | Oh Na Na                                         |
| 2022 | Elas Gostam                                      |
| 2022 | La La La                                         |
| 2023 | Attitude (совместно с Тито Джексоном)            |

## Туры
- 2011-2012 — Natalia Damini
- 2013 — Feel The Music
- 2013 — Sublimation Tour
- 2016 — Natalia Damini Tour

## Музыкальные видео
| Год  | Песня                                         |
| ---- | --------------------------------------------- |
| 2011 | It’s Over                                     |
| 2012 | Can’t Be Without You (совместно с Mister Jam) |
| 2013 | One More Chance                               |
| 2014 | Magic                                         |
| 2015 | Give Me The Night                             |
| 2016 | On The Floor                                  |
| 2017 | Slow                                          |
| 2020 | Pacemaker                                     |
| 2023 | Attitude (совместно с Тито Джексоном)         |

## Награды

### Underground Music Awards
2015
- Лучший женский R&B/POP исполнитель[20][21]